# Селенгинск
Селенги́нск (бур. Сэлэнгэ) — посёлок городского типа в Кабанском районе Республики Бурятия. Административный центр городского поселения «Селенгинское».
Население — 13 075 чел. (2025).
Распоряжением Правительства РФ от 29 июля 2014 года № 1398-р «Об утверждении перечня моногородов» пгт включён в категорию «Монопрофильные муниципальные образования Российской Федерации (моногорода) с наиболее сложным социально-экономическим положением».

## География

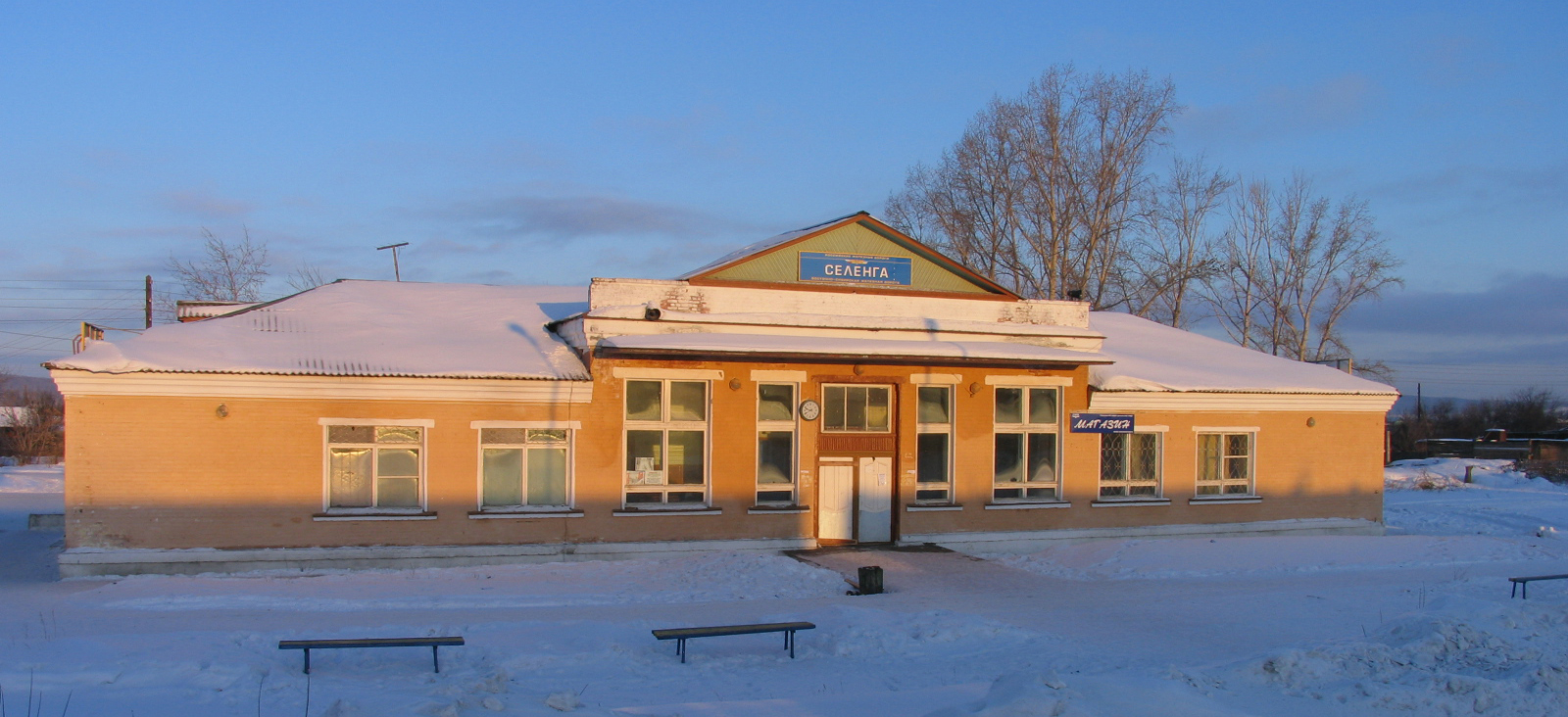
Вокзал железнодорожной станции Селенга

Селенгинск расположен на левобережье Селенги, в 1,5 км к югу от её русла, у северного подножия горного хребта Хамар-Дабан. По посёлку протекают: левый приток Селенги речка Вилюйка, названная так за своё причудливо извилистое русло, и речка Поперечная, впадающая в Вилюйку в районе больницы. В 3 км от центра посёлка, на его северной окраине, находится железнодорожная станция Селенга на Транссибирской магистрали (расстояние до Москвы — 5563 км, 4 суток скорым поездом). Вдоль Транссиба, идущего севернее Селенгинска, проходит автодорога федерального значения Р258 «Байкал» Иркутск — Улан-Удэ — Чита (расстояние до Иркутска — 359 км, до Читы — 773 км, до Улан-Удэ — 89 км).

## История
Первоначально посёлок возник как всесоюзная комсомольская стройка Селенгинского целлюлозно-картонного комбината (СЦКК), на которую съезжались работать со всех концов СССР, что обусловило пёстрый национальный состав населения и высокий образовательный уровень специалистов комбината и поселковых учебных заведений.
В 1961 году указом Президиума Верховного Совета РСФСР населенный пункт Вилюйский Кабанского района отнесен к категории рабочих посёлков, с присвоением наименования — рабочий посёлок Селенгинск.
13 января 1965 года город Бабушкин, пгт Выдрино, Селенгинск, Каменск и Танхой, а также Посольский сельсовет переданы из Прибайкальского района в Кабанский район.
В 1990-е годы СЦКК начал испытывать проблемы с деньгами, предприятию пришлось перейти на бартерные схемы. В 1993 году в посёлке появилась своя валюта, так называемые «купоны», которыми выдавали зарплату сотрудникам комбината. Выглядели они незатейливо: на одной стороне был одноцветный рисунок с указанием номинала (10 000 руб., 50 000 руб. и т. д.), а на другой ставилась печать комбината с личной подписью финансового директора. Печатали купоны на бумаге формата А3. Зарплату так и выдавали листами, а разрезали их дома или в магазине. Официально 1 «купонный» рубль равнялся 1 российскому рублю, но в реальности курс был около 2 куп/руб., в основном обменники располагались на местном рынке. При этом что-либо купить на купоны можно было лишь в магазинах, которые принадлежали заводу, в которых он реализовывал бартерный товар. Внешний вид купонов менялся каждые несколько месяцев, чтобы избежать роста подделок, а также для стимуляции товарооборота — комбинату необходимо было поскорее избавляться от этого товара. Кризис 1998 года позволил предприятию расширить экспорт, работники часть зарплаты начали получать в рублях. Тем не менее, эта схема продержалась до 2002 года, когда комбинат был продан структурам Базэла. Сотрудникам предприятия начали выдавать зарплату полностью в российской валюте.

## Население
| 1970    | 1979    | 1989    | 2002    | 2009    | 2010    | 2011    |
| ------- | ------- | ------- | ------- | ------- | ------- | ------- |
| 9258    | ↗13 000 | ↗15 233 | ↗16 320 | ↘15 398 | ↘14 546 | ↘14 509 |
| 2012    | 2013    | 2014    | 2015    | 2016    | 2017    | 2018    |
| ↘14 371 | ↘14 233 | ↘14 126 | ↘13 919 | ↘13 793 | ↘13 740 | ↘13 639 |
| 2019    | 2020    | 2021    | 2023    | 2024    | 2025    |         |
| ↘13 570 | ↘13 500 | ↘13 261 | ↘13 187 | ↘13 130 | ↘13 075 |         |

## Инфраструктура
Административно-территориальное деление посёлка основано на микрорайонах, застроенных многоэтажными домами (Берёзовый, Южный, Солнечный и Олимпийский) и районов индивидуальной застройки (1-я Площадка, 2-я Площадка, Замельница, Завилюйка).
Градообразующее предприятие — Селенгинский целлюлозно-картонный комбинат. Помимо этого в посёлке функционирует Селенгинский завод ЖБИ (железобетонных изделий).
Среди медицинских учреждений посёлка выделяется Селенгинская районная больница (терапевтическое, хирургическое, инфекционное, детское и родильное отделения), кроме того работает стоматология. Имеется туберкулёзный диспансер.

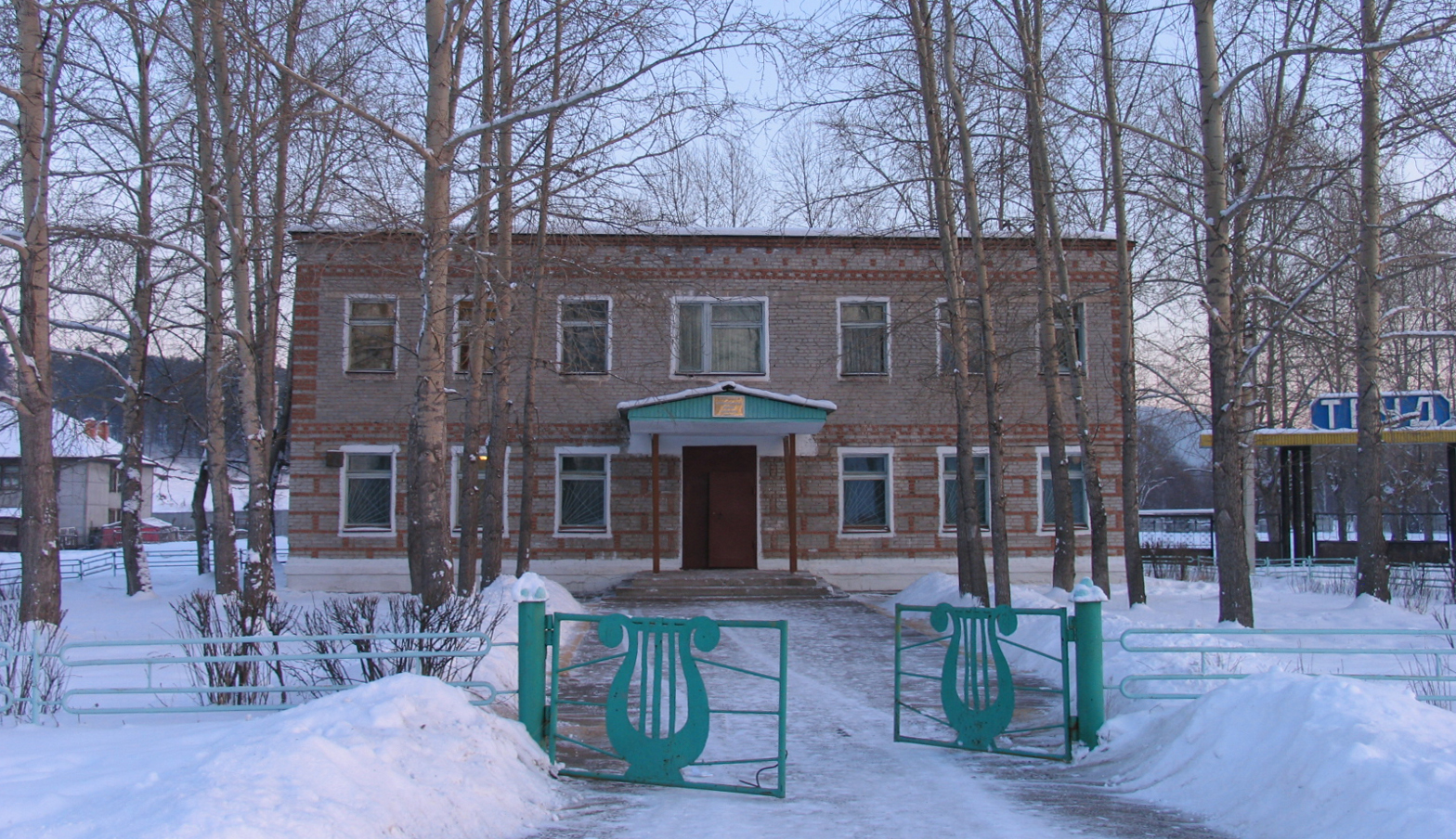
Селенгинская школа искусств

В посёлке две общеобразовательных школы (Селенгинская средняя школа № 1, Селенгинская средняя школа № 2) и школа-гимназия (Селенгинская гимназия), работают детские сады. Кроме того для детей открыты детская школа искусств (музыкальная и художественные школы), ДЮСШ и дом творчества.
Есть политехнический техникум, медицинский колледж Министерства здравоохранения.
Имеется дворец культуры и спорта, в котором работают художественные студии, спортивные секции, а также проводятся церемонии бракосочетания.
В посёлке есть стадион «Труд», на котором проводятся соревнования республиканского значения. По склонам близлежащих сопок в зимнее время проходят прекраснейшие лыжни — традиционное место тренировок спортсменов зимних видов спорта Республики Бурятия и излюбленные маршруты семейного отдыха селенгинцев. Имеется кинотеатр «Cinema Park».

На фотографии — круговая панорама окраин Селенгинска (детская спортивная школа, школа искусств, стадион «Труд», окраинная деревня Замельница), видна покрытая льдом речка Поперечная и сопки горного хребта Хамар-Дабан.

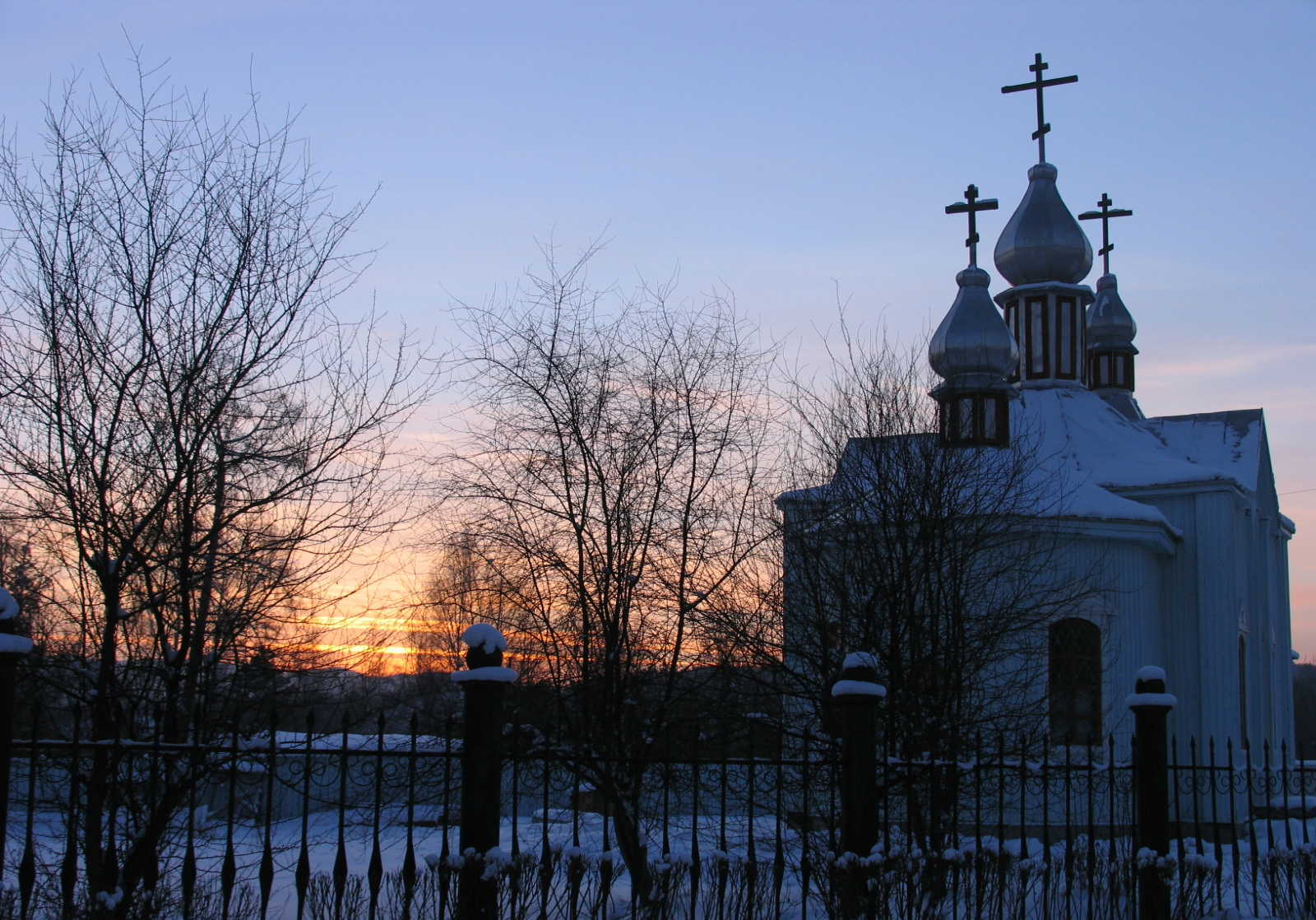
Михаило-Архангельская церковь

## Достопримечательности
Михаило-Архангельская церковь — православный храм, относится к Улан-Удэнской епархии Бурятской митрополии Русской православной церкви.
«Памятник воинам-землякам, погибшим на фронтах Великой Отечественной войны» и «Памятник борцам за власть Советов» — объекты культурного наследия регионального значения.

## Радио
- 279 Радио России

## Галерея

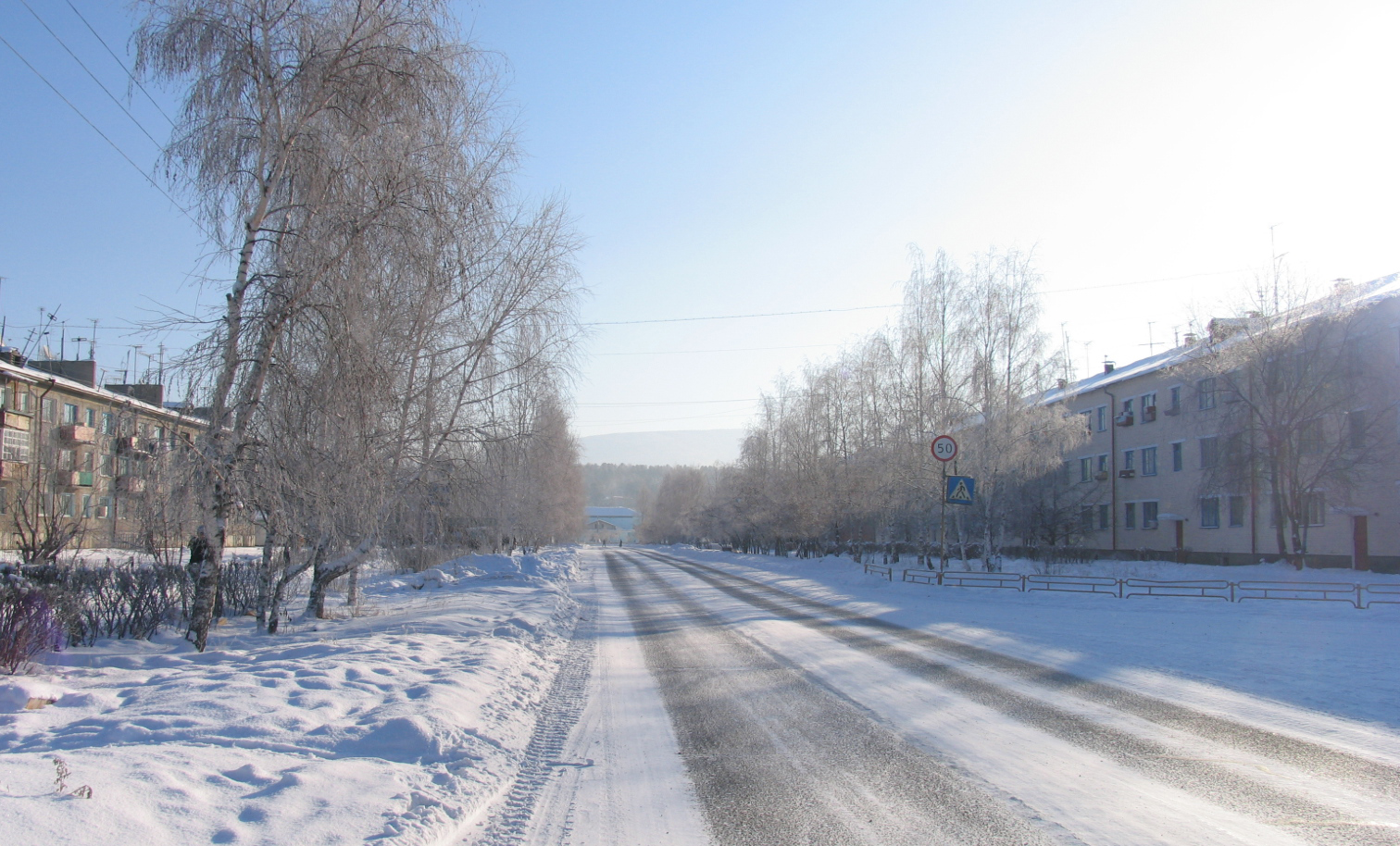
Проспект Строителей - центральная улица
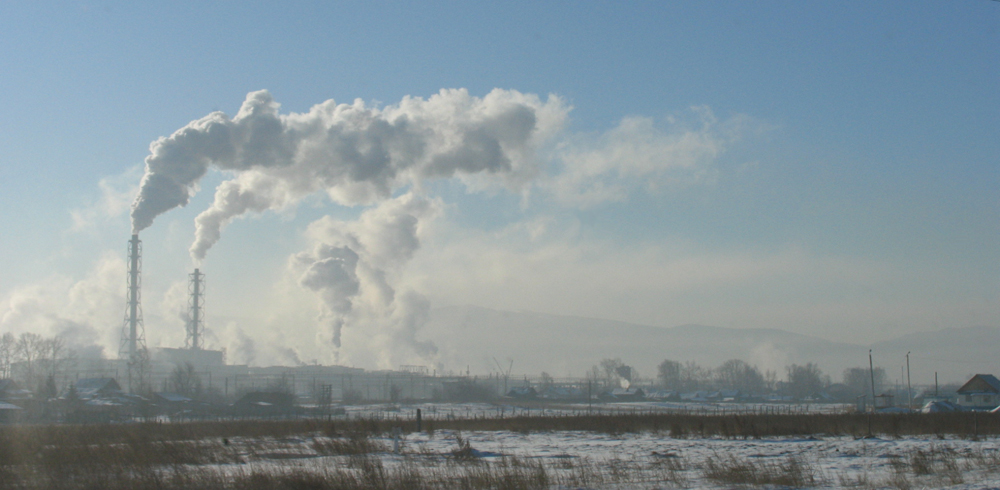
Трубы Селенгинского ЦКК
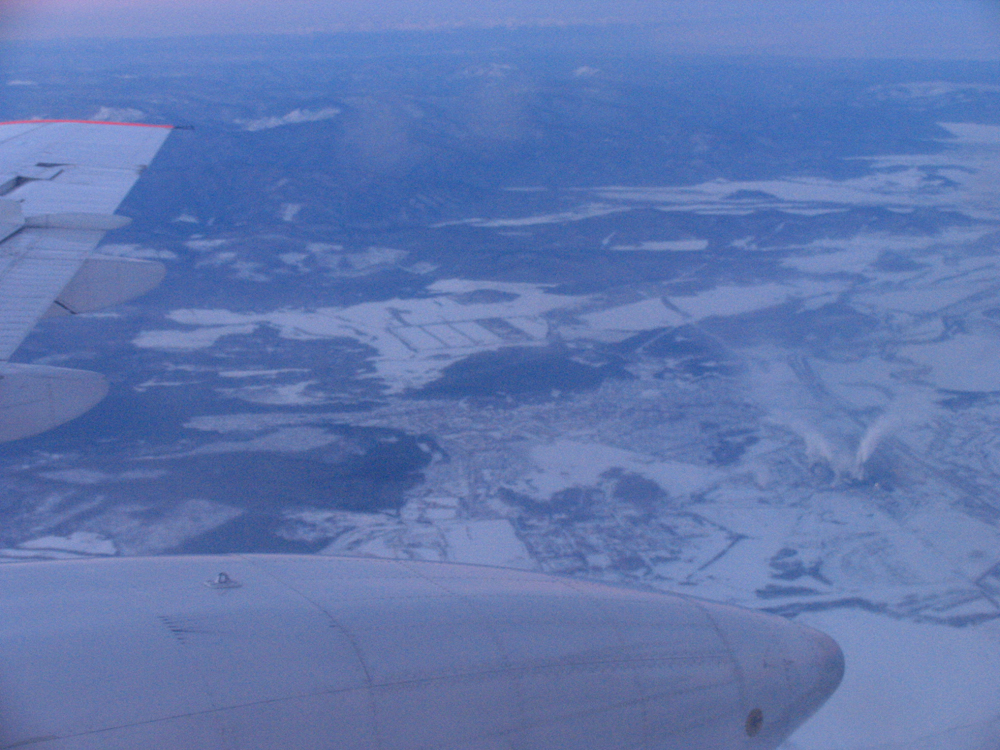
Вид на посёлок и СЦКК с борта самолета
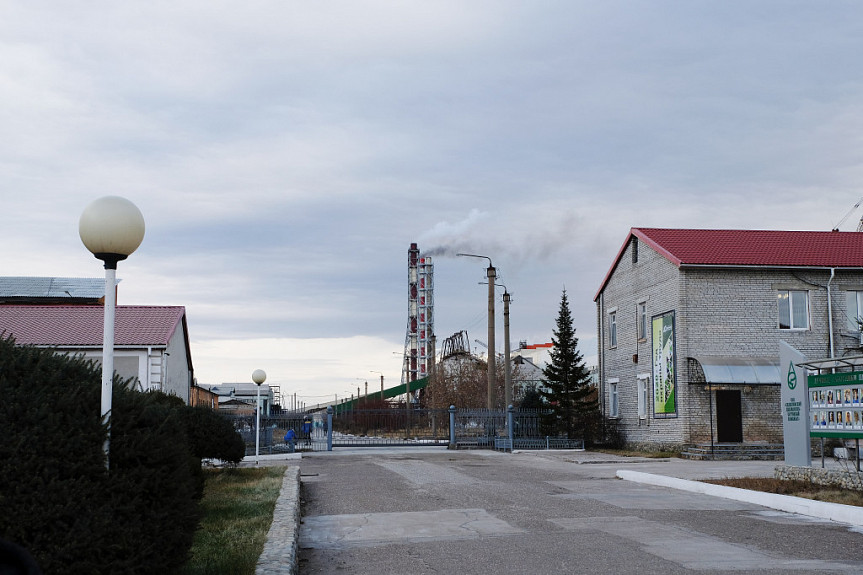
Одна из улиц поселка Селенгинск